# Llista de Gardiner (Z)
El Grup Z de la llista de Gardiner és un dels 26 subgrups de jeroglífics egipcis que l'egiptòleg britànic Alan Gardiner va realitzar en el seu llibre Gramàtica de la llengua egípcia. En aquest grup hi ha 11 jeroglífics amb temes referents a figures geomètriques.

## Taula de jeroglífics
| Z1 |

| Z1 |

| Z2 |

| Z2 |

| Z3 |

| Z3 |

| Z3A |

| Z3A |

| Z4 |

| Z4 |

| Z4B |

| Z4B |

| Z5 |

| Z5 |

| Z6 |

| Z6 |

| Z7 |

| Z7 |

| Z8 |

| Z8 |

| Z9 |

| Z9 |

| Z10 |

| Z10 |

| Z11 |

| Z11 |